# Dumbrava (Răchitoasa), Bacău
Dumbrava (în trecut, Bâhnița Gunoaia) este un sat în comuna Răchitoasa din județul Bacău, Moldova, România.